# Kathedrale von Valence

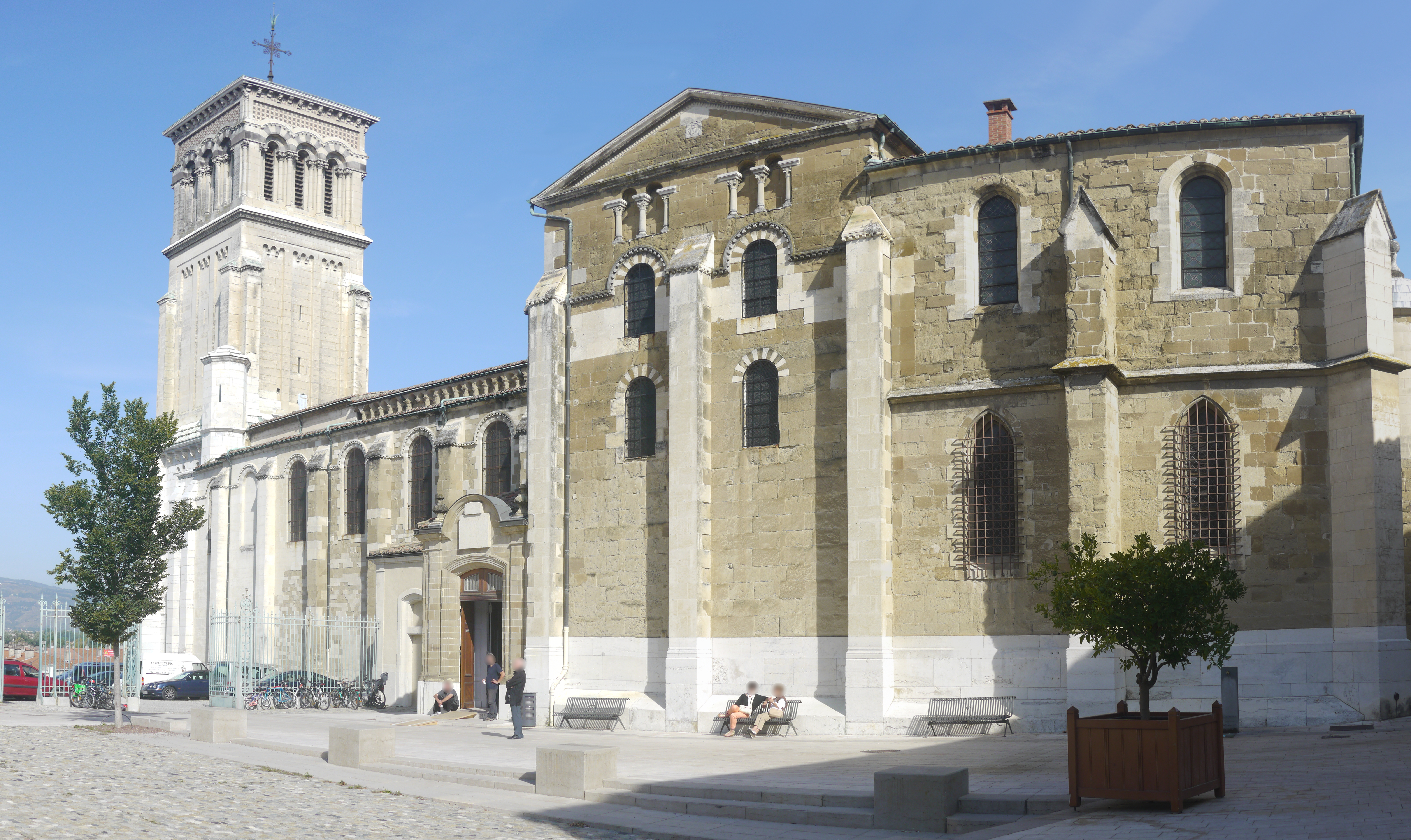
Kathedrale von Valence

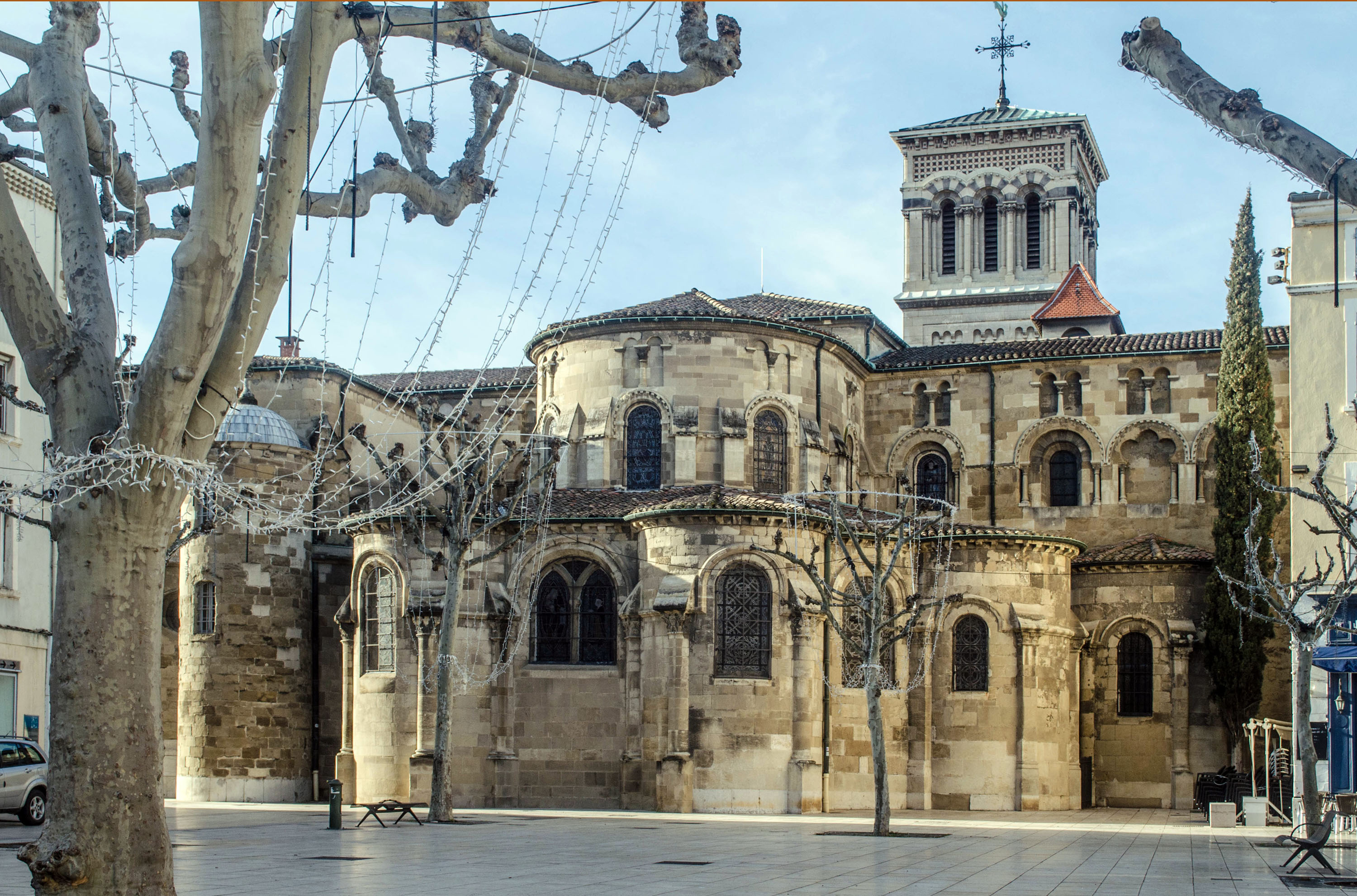
Chorseite

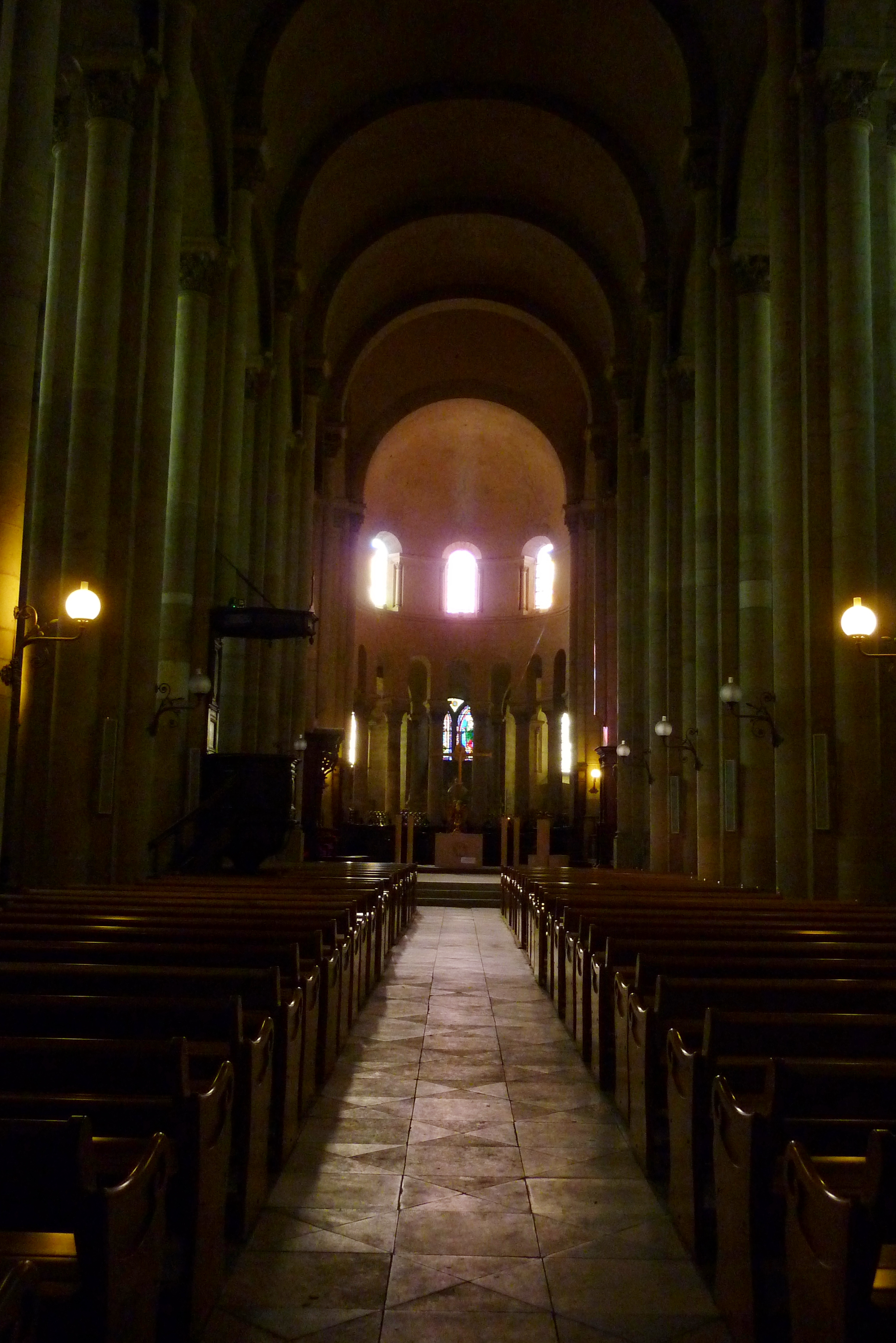
Innenraum

Die Kathedrale von Valence oder die Kathedrale St. Apollinaris (französisch Cathedrale Saint-Apollinaire) ist eine Kirche in Valence im französischen Département Drôme an der Rhone. Die Kathedrale des Bistums Valence trägt den Rang einer Basilica minor und ist Apollinaris von Ravenna gewidmet. Sie stammt aus dem 11. Jahrhundert und wurde nach den Hugenottenkriegen Anfang des 17. Jahrhunderts wieder aufgebaut, sie wird seit 1862 als Monument historique geführt.

## Geschichte
Die romanische Kirche wurde erstmals im 11. Jahrhundert gebaut und 1095 von Papst Urban II. mit den Patrozinien Ciprianus, Cornelius und Apollinaris geweiht. Im Jahr 1281 schlug ein Blitz in den Turm ein, der durch eine mit Schiefer bedeckte Spitze ersetzt wurde. Während der Hugenottenkriege (1562–98) wurde die Kathedrale von den Protestanten 1562 und 1567 zweimal abgebrannt, worauf sie Anfang des 17. Jahrhunderts in sich zusammenstürzte. 1604–1609 wurde die Kathedrale wiederaufgebaut. Am originalgetreuen Nachbau der Kirche lässt sich immer noch die Durchmischung verschiedener Stilepochen ablesen. Im 18. Jahrhundert gestaltete Bischof Alexandre de Milon die Kirche um, insbesondere finanzierte er die große Orgel, einen neuen Marmoraltar und Gemälde. Der Glockenturm wurde 1836 durch einen Blitz zerstört und 1861 ersetzt, der spitze Helm erhielt ein Ziegeldach. 1847 verlieh Papst Pius IX. der Kathedrale den Titel einer Basilica minor.

## Architektur
Die Hallenkirche besitzt ein breites Mittelschiff und zwei als Gänge genutzte schmale Seitenschiffe, die als Chorumgang um den erhöhten Chor weitergeführt werden. Vom Umgang gehen vier radial angeordnete Kapellen ab, die typisch für die burgundische Romanik sind. Die Bauweise des Langhauses lässt auf Architekten aus dem poitevinischen Raum schließen. Vom mittelalterlichen Dekor ist noch ein Tympanon mit einer Darstellung des Weltgerichts am Südportal erhalten. Eine Besonderheit bilden die Dekorationen in polychromen Steinen. Das lange und hohe Kirchenschiff, das in sieben Joche unterteilt ist, wird von breiten Bögen getragen, die auf halben Säulen ruhen, die an quadratischen Pilastern befestigt sind. Am westlichen Ende trägt eine Plattform die Orgel, die durch einen mit einem wappengeschmückten, großen Halbkreisbogen zum Hauptschiff hin geöffnet ist. Die Seitenschiffe sind mit gekreuzten Tonnengewölben bedeckt, die durch halbkreisförmige Bögen mit dem Mittelschiff verbunden sind. Die Seitenschiffe haben keine Kapellen. Das Hauptschiff ist ziemlich dunkel, da die Beleuchtung nur durch gewölbte Fenster in den Seitenschiffen erfolgt.
Der runde Chor folgt direkt dem Querschiff, er ist von zylindrischen Säulen umgeben, die mit ihren Kapitellen kleine erhöhte Bögen tragen. Im Obergeschoss erleuchten drei Fenster schließlich das Gewölbe. Die Apsis ist polygonal und öffnet sich zu halbkreisförmigen Absidiolen, von denen jede eine Kapelle beherbergt.

## Ausstattung

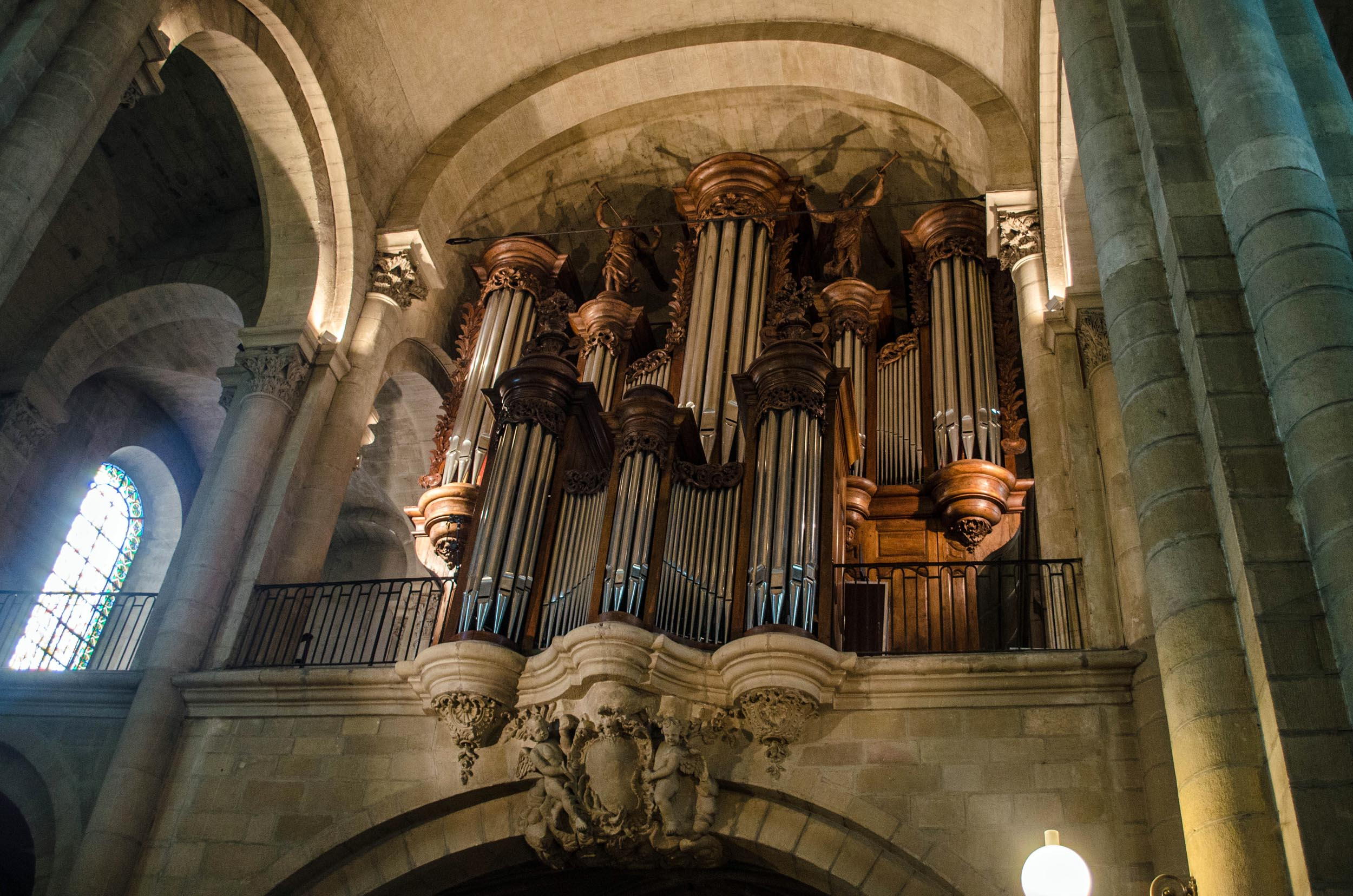
Orgelprospekt mit Rückpositiv

Die Orgel wurde 1898 von dem Orgelbauer Cavaillé-Coll in einem vorhandenen Orgelgehäuse eines Vorgängerinstruments aus der Zeit um 1750 erbaut. Das Instrument wurde 1985 und zuletzt 2014 durch den Orgelbauer Yves Kœnig restauriert. Es hat 39 Register zuzüglich 4 Transmissionen auf vier Manualwerken und Pedal. Die Spiel- und Registertrakturen sind mechanisch.
| I Positif de Dos C-g3 |                 |         |
| 01.                   | Montre          | 08'     |
| 02.                   | Bourdon         | 08'     |
| 03.                   | Prestant        | 04'     |
| 04.                   | Flûte           | 04'     |
| 05.                   | Nasard          | 02 ⁄3′  |
| 06.                   | Doublette       | 02'     |
| 07.                   | Tierce          | 01 3⁄5′ |
| 08.                   | Larigot         | 01 ⁄3′  |
| 09.                   | Plein Jeu VI 00 |         |
| 10.                   | Trompette       | 08'     |
| 11.                   | Cromorne        | 08'     |
|                       | Tremblant       |         |

| II Grand-Orgue C-g3 |                           |     |
| 12.                 | Montre                    | 16' |
| 13.                 | Montre                    | 08' |
| 14.                 | Prestant                  | 04' |
| 15.                 | Doublette                 | 02' |
| 16.                 | Grosse Fourniture III     |     |
| 17.                 | Plein-Jeu VI              |     |
| 18.                 | Cornet V (= Nr. 31)       |     |
| 19.                 | 1ere Trompette (= Nr. 32) | 08' |
| 20.                 | 2e Trompette (= Nr. 33)   | 08' |
| 21.                 | Voix humaine              | 08' |
| 22.                 | Clairon (= Nr. 34)        | 04' |

| III Bombarde C-g3 |                  |         |
| 23.               | Bourdon          | 16'     |
| 24.               | Bourdon          | 08'     |
| 25.               | Flûte            | 04'     |
| 26.               | Grosse Tierce    | 03 1⁄5′ |
| 27.               | Quarte de Nasard | 02'     |
| 28.               | Flageolet        | 02'     |
| 29.               | Tierce           | 01 3⁄5′ |
| 30.               | Piccolo          | 01'     |
| 31.               | Cornet V         |         |
| 32.               | 1ere Trompette   | 08'     |
| 33.               | 2e Trompette     | 08'     |
| 34.               | Clairon          | 04'     |

| IV Récit c0-g3 |             |     |
| 35.            | Flûte       | 08' |
| 36.            | Flûte       | 04' |
| 37.            | Cornet III  |     |
| 38.            | Hautbois 00 | 08' |

| Pédale C-f1 |             |     |
| 39.         | Soubasse 00 | 32' |
| 40.         | Flûte       | 16' |
| 41.         | Flûte       | 08' |
| 42.         | Prestant    | 04' |
| 43.         | Bombarde    | 16' |

- Koppeln: I/II, IV/II, I/P, II/P, IV/P